# ウルトラマンキッズ 母をたずねて3000万光年
『ウルトラマンキッズ 母をたずねて3000万光年』（ウルトラマンキッズ ははをたずねてさんぜんまんこうねん）は、1991年11月17日から1992年5月24日までNHK-BS2で放送されていたTVアニメーション。全26話。

## 概要
アニメ作品としては世界初のハイビジョン（当時はアナログ方式）での放送を想定して制作された作品である。
当時ウルトラマン関係作品の放送は通常はTBS系列が原則であったものの、当作品はNHKでの放送となった。これはウルトラマンの版権窓口が日音から円谷プロダクションに移ったため実現したことである。

## 放送時間
- 初回放送
  - 1991年11月17日 - 1992年05月24日 日曜18:30-18:55 NHK-BS2「サンデーアニメ劇場」
- 地上波初放送
  - 1994年04月09日 - 1994年10月08日 土曜17:35-18:00 NHK教育テレビ

## ストーリー
怪獣やウルトラ戦士達が楽しく暮らすＭ７.８星、その星の学校の校庭に救助艇が不時着し、グローサー先生は、その救助艇に残されていた子供に「マー」と名付けて育てる。マーは、周りの怪獣や、仲間達と楽しく過ごしているが、両親がどこで何をしているのかは一切不明であった。そんな中、学校は卒業の時期を迎え、みんなは卒業記念に自作の宇宙船で宇宙ドライブに出かけることにするが、突然宇宙船が暴走し、マー達を乗せたまま宇宙に飛び立ってしまうが、バルタン星人のバルは、自分の母親に作ってもらった宇宙船「バル号」を使ってマー達を助け出し、そのままマー達はマーの両親を捜して宇宙を巡る冒険を始める。

## 声の出演
- マー：山田恭子
- セブ：菅谷政子
- ター：高山みなみ
- ピコ：高岸佐也子
- ピグコ：上村典子
- ミドリ：鈴木富子
- バル：龍田直樹
- ガッツン：肝付兼太
- エス、マーのママ：萩森侚子
- ルーキー：長澤直美
- ノージィ：國府田マリ子
- ポリポリ：小林通孝
- グローサー先生：青野武

## 主題歌

### オープニングテーマ
「コスモス アドベンチャー」
作詞 - 佐藤ありす/作曲 - 小坂明子/編曲 - 信田かずお/歌 - 山野さと子/コーラス - キッズのなかまたち

### エンディングテーマ
「Twinkle Twinkle Wink 〜お願い Shooting star〜」
作詞 - 佐藤ありす/作曲 - 岸正之/編曲 - 信田かずお/歌 - 山野さと子/コーラス - マーガレット

## スタッフ
- 原作・総指揮：円谷皐
- 監督：曽我仁彦
- チーフディレクター：日下部光雄
- シリーズ構成：野添梨麻、志村多穂
- キャラクターデザイン・総作画監督：飯村一夫
- カラーコーディネート：岡久美子
- 美術監督：松本真奈美、明石聖子
- 撮影監督：森田俊昭
- 編集：谷口肇
- 音楽：風戸慎介
- キャスティング協力：青二プロダクション
- プロデューサー：尾崎正善、玉川静、江藤直行
- 音響プロデューサー：黒田洋
- 音響制作：青二企画
- アニメーション制作：円谷プロダクション
- アニメーション協力：円谷アニメーションスタジオカンパニー、トランス・アーツ、スタジオ・ザイン
- 共同制作：NHKエンタープライズ
- 制作著作：NHK

## 放映リスト
| 話 | 放映日          | サブタイトル                 | 脚本       | 演出       | 絵コンテ   | 作画監督            | ゲスト |
| -- | --------------- | ---------------------------- | ---------- | ---------- | ---------- | ------------------- | --- |
| 1  | 1991年 11月17日 | あれ?!宇宙に飛び出しちゃった | 志村多穂   | 日下部光雄 | 日下部光雄 | 飯村一夫            | |
| 2  | 11月24日        | バル号救出大作戦             | 志村多穂   | 日下部光雄 | 日下部光雄 | 飯村一夫            | 宇宙警察係官（声 - 田中和実） |
| 3  | 12月8日         | 食いしん坊クレロンの秘密     | 志村多穂   | 栗山美秀   | 栗山美秀   | 及川博史            | クレロン（声 - 塩屋浩三） 子供たち（声 - 萩森侚子） 子供たち（声 - 國府田マリ子） 子供たち（声 - 長澤直美）                                                                         |
| 4  | 12月15日        | お花畑のエレピーちゃん       | 志村多穂   | 生頼昭憲   | 奥田誠治   | 島袋美由紀          | エレピー（声 - 渡辺菜生子） 怪鳥たち（声 - 太田真一郎） 怪鳥たち（声 - 國府田マリ子） 怪鳥たち（声 - 長澤直美）                                                                     |
| 5  | 12月22日        | キングドッキンの星           | 平野靖士   | 金澤勝眞   | 金澤勝眞   | 及川博史            | キングドッキン（声 - 郷里大輔） 兵隊たち（声 - 太田真一郎） 兵隊たち（声 - 田中一成） 兵隊たち（声 - 田中宏幸） 兵隊たち（声 - 吉水孝宏）                                           |
| 6  | 12月29日        | 悪い子マーと良い子バル!?     | 中弘子     | 新谷憲     | 井澤晴美   | 島袋美由紀 高田三郎 | カネッピ（声- 松井摩味） カネリン（声 - 鈴木砂織） おまわりさん（声 - 掛川裕彦） 町の人（声 - 田中宏幸）                                                                            |
| 7  | 1992年 1月12日  | 哀しみのプリマー星           | 平野美枝   | 生頼昭憲   | 生頼昭憲   | 山口聡              | プリマー（声 - 久川綾） |
| 8  | 1月19日         | ドキッ!!鉄仮面の城           | 志村多穂   | 大崎正     | 川筋豊     | 進藤満尾            | サボリン（声 - 丸尾知子） CPロボット（声 - 江川央生） キングドッキン（声 - 郷里大輔）                                                                                               |
| 9  | 1月26日         | レディは占いがお好き?        | 志村多穂   | 栗山美秀   | 栗山美秀   | 及川博史            | シーモン（声 - 柴田由美子） シーゴラ（声 - 小林通孝） 占い師ウラ（声 - 山本圭子） 怪獣シッポポ（声- 田中一成） 街の人々（声 - 國府田マリ子） 街の人々（声 - 長澤直美）              |
| 10 | 2月2日          | 小さな楽団ドレミック         | 平野美枝   | 大崎正     | 井澤晴美   | 島袋美由紀          | ドレミックブラザーズ（声 - 國府田マリ子） ドレミックブラザーズ（声 - 長澤直美） |
| 11 | 2月9日          | 海中都市のわんぱく旋風       | 平野美枝   | 生頼昭憲   | 生頼昭憲   | 山口聡              | テビー（声 - 浦和めぐみ） 市長（声 - 田中康郎） 管理コンピュータ（声 - 田中一成）                                                                                                   |
| 12 | 2月16日         | えっ!ガッツンが誘拐?!        | 平野靖士   | 熊谷雅晃   | 山口頼房   | 高田三郎            | キングドッキンの母（声 - 遠藤晴） ロボッキン（声 - 川津泰彦） キングドッキン（声 - 郷里大輔）                                                                                       |
| 13 | 2月23日         | ママに会える?!               | 志村多穂   | 金澤勝眞   | 栗山美秀   | 及川博史            | ザブラ博士（声 - 佐藤正治） |
| 14 | 3月1日          | M7.8星は大騒ぎ!              | 志村多穂   | 飯村一夫   | 図武六歌   | 進藤満尾            | ドッジー（声 - 田中和実） ザブラ博士（声 - 佐藤正治） |
| 15 | 3月8日          | 家恋草をあなたに             | 志村多穂   | 栗山美秀   | 栗山美秀   | 及川博史            | メッカー（声 - 緑川光） 修理工（声 - 沼田祐介） 青年・アボ（声 - 田中宏幸） 娘・バニー（声 - 萩森侚子）                                                                             |
| 16 | 3月15日         | それはクシャミで始まった?!   | 中弘子     | 鳥羽厚     | 熊谷雅晃   | 高田三郎            | ヤンピー（声 - 金丸日向子） |
| 17 | 3月22日         | 魔女の館の悪魔占い           | 久保田圭司 | 生頼昭憲   | 生頼昭憲   | 高橋明信            | デブの老婆（声 - 江森浩子） ノッポの老婆（声 - 中友子） チビの老婆（声 - 嶋方淳子） 水晶球の精（声 - 江川央生）                                                                     |
| 18 | 3月29日         | なんでも丸いタッコン星       | 橋本裕志   | 大崎正     | 図武六歌   | 島袋美由紀          | タッコン兄弟（声 - 小林通孝） タッコン兄弟（声 - 田中一成） タッコン兄弟（声 - 沼田祐介） タッコン兄弟（声 - 國府田マリ子）                                                         |
| 19 | 4月5日          | サーカス大パニック?!         | 中弘子     | 栗山美秀   | 栗山美秀   | 及川博史            | ゴンチャン（声 - 佐藤智恵） ユートムトムA（声 - 置鮎龍太郎） ユートムトムB（声 - 瀬戸真由美） ユートムトムC（声 - 田中宏幸）                                                        |
| 20 | 4月12日         | 巨大猿の惑星                 | 平野靖士   | 鳥羽厚     | 熊谷雅晃   | 工藤柾輝            | ゴロ王子（声 - 江森浩子） ガーロン（声 - 沢木郁也） 衛兵たち（声 - 江川央生） 衛兵たち（声 - 沼田祐介） 衛兵たち（声 - 田中宏幸） 衛兵たち（声 - 吉水孝宏）                         |
| 21 | 4月19日         | お菓子の村の九人             | 橋本裕志   | 栗山美秀   | 栗山美秀   | 高木敏夫            | ゴモタン（声 - 深雪さなえ） 長老（声 - 茶風林） メフィラ（声 - 塩屋翼） ペガ（声 - 川津泰彦） 子分たち（声 - 沼田祐介） 子分たち（声 - 吉水孝宏）                                   |
| 22 | 4月26日         | 不思議の国のキッズ           | 志村多穂   | 飯村一夫   | 奥田誠治   | 長野順一            | ドリス（声 - 山野さと子） 不思議の国の仲間たち（声 - 小林俊夫） 不思議の国の仲間たち（声 - 瀬戸真由美） 不思議の国の仲間たち（声 - 沼田祐介） 不思議の国の仲間たち（声 - 田中宏幸） |
| 23 | 5月3日          | ダダっ子三兄弟               | 志村多穂   | 生頼昭憲   | 生頼昭憲   | 山口聡              | ダダピー（声- 中友子） ダダプー（声 - 上村典子） ダダポー（声 - 萩森侚子） ハウジー（声 - 多岐川まり子）                                                                            |
| 24 | 5月10日         | 守れ!灯台の星                | 志村多穂   | 鳥羽厚     | 図武六歌   | 高田三郎            | ランピー（声 - 平野正人） レンズ（声 - 小林俊夫） マスク（声 - 増田有宏） ハット（声 - 高戸靖広）                                                                                   |
| 25 | 5月17日         | ギャッピーは渡り鳥ギャル     | 志村多穂   | 栗山美秀   | 栗山美秀   | 及川博史            | ギャッピー（声 - 丸尾知子） ギャッピーママ（声 - 松島みのり） |
| 26 | 5月24日         | ねがい星かなえ星             | 志村多穂   | 日下部光雄 | 日下部光雄 | 飯村一夫            | ギャッピー（声 - 丸尾知子） ギャッピーママ（声 - 松島みのり） ペント（声 - 小林通孝） ペント夫人（声 - 萩森侚子） アナウンサー（声 - 江川央生）                                     |

## 映像ソフト化
1995年に、バンダイビジュアルからVHSが全7巻発売されたが、現在は、全巻廃盤となっている。
2016年1月29日に、TCエンタテインメントより「ウルトラマンキッズ DVD-BOX2 ウルトラマンキッズ 母をたずねて3000万光年」として全話収録のDVDが発売。
2021年現在、Blu-ray版はリリースされていない。